# Libració
|  | No s'ha de confondre amb Libració (molècula). |

Vistes simulades de la Lluna durant un mes, en què es mostra la libració en latitud i la libració en longitud. També són visibles les diferents fases, i la variació de la mida visual causada per la distància variable des de la Terra

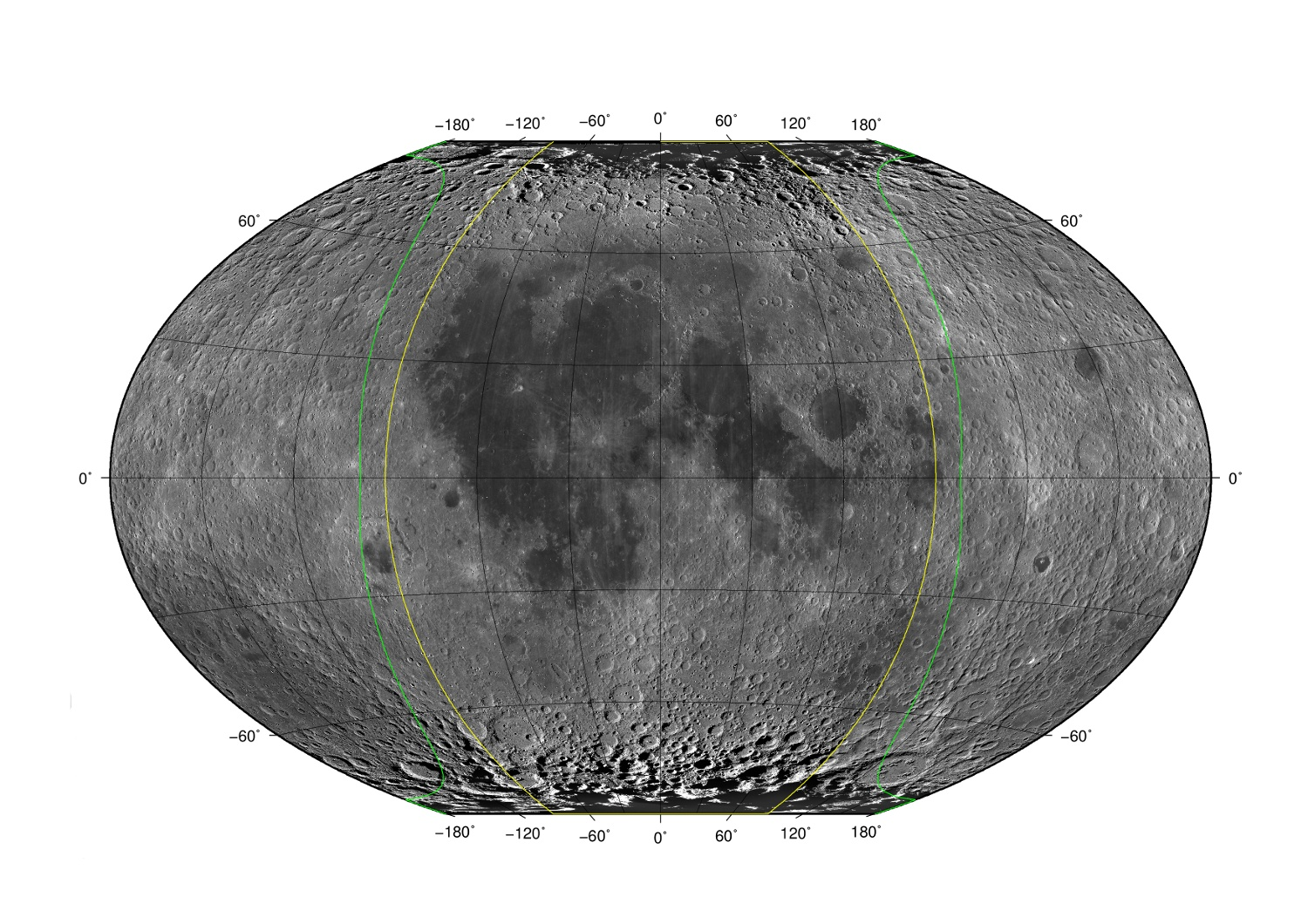
Mesura teòrica de la superfície lunar visible (línia verda), a causa de la libració, en projecció de Winkel-Tripel

En astronomia, la libració (del llatí librare, 'equilibrar', 'balancejar') és una lenta oscil·lació, real o aparent, d'un satèl·lit, vista des del cos celeste al qual orbita. En destaquen el moviment de la Lluna respecte a la Terra, o dels asteroides troians en relació amb els planetes.
En la libració lunar es distingeixen lleus canvis en la grandària visual de la Lluna vista des de la Terra. Tot i que aquest aspecte també es pot descriure com un moviment oscil·lant, la libració és causada pels canvis reals en la distància física de la Lluna, per la seva òrbita el·líptica al voltant de la Terra.

## Història
Un dels primers a descriure el fenomen de la libració és Galileu, que va parlar "[d'una] estranya peculiaritat, veiem més del que és estrictament la meitat de la Lluna".
Posteriorment, molts astrònoms i matemàtics van explicar i modelar els moviments de la Lluna. Entre ells, Tobias Mayer, de Göttingen, va donar una explicació geomètrica de libració el 1750. A principis del segle xix, el francès Joseph Louis Lagrange i Pierre-Simon Laplace van desenvolupar eines matemàtiques que s'utilitzaren per a determinar les taules de la Lluna amb gran precisió.

## Libració lunar
La Lluna té generalment un hemisferi enfront de la Terra, a causa de la rotació síncrona. Per tant, la primera vista de la cara oculta de la Lluna dels éssers humans fou el resultat de l'exploració lunar del 7 d'octubre de 1959. No obstant això, aquesta imatge simple és només aproximadament certa: amb el temps, poc més de la meitat (al voltant del 59%) de la superfície de la Lluna és vista des de la Terra a causa de la libració.
La libració es manifesta com una oscil·lació lenta d'anada i tornada de la Lluna vista des de la Terra, cosa que permet a un observador veure lleument diferents meitats de la superfície en diferents moments.
Hi ha tres tipus de libració lunar:
- La libració en longitud es produeix per l'excentricitat de l'òrbita de la Lluna al voltant de la Terra; la rotació de la Lluna de vegades s'avança i de vegades es retarda de la seva posició orbital. Fa que la Lluna sembli oscil·lar en la direcció est-oest, amb una amplitud màxima de 7°45'.
- La libració en latitud és el resultat d'una lleu inclinació (aproximadament 5º) entre l'eix de rotació de la Lluna i la normal al pla de la seva òrbita al voltant de la Terra. El seu origen és anàleg a com sorgeixen les estacions de la revolució de la Terra al voltant del Sol. Fa que la Lluna sembli oscil·lar en la direcció nord-sud, amb una amplitud de 5°9'.
- La libració diürna és una petita oscil·lació diària a causa de la rotació de la Terra, cosa que porta a un observador primer a un costat i després a l'altre costat de la línia recta que uneix els centres de la Terra i de la Lluna, cosa que permet a l'observador mirar primer al voltant d'un costat de la Lluna i després al voltant de l'altre, perquè l'observador és a la superfície de la Terra, no al seu centre.

## Libració troiana
El 1772, les anàlisis de Lagrange van determinar que els cossos petits poden compartir de manera estable la mateixa òrbita que un planeta si es mantenen a prop dels punts de Lagrange, que són 60° per davant o per darrere del planeta en la seva òrbita. Aquests «asteroides troians» s'han trobat orbitant junt a la Terra, Mart, Júpiter i Neptú.
Els asteroides troians associats a la Terra són difícils d'observar en l'espectre visible, ja que els seus camins de libració són tals que serien visibles principalment en el cel a la llum del dia. Però al 2010, usant tècniques d'observació per infrarojos, es va trobar que l'asteroide 2010 TK7 era un company troià de la Terra, que librava al voltant del punt Lagrange, L₄, en una òrbita estable.